# Flightglobal
Flightglobal jsou informační webové stránky věnované letectví a leteckému a kosmickému průmyslu. Poskytují také komunitní diskusní oblast pro početné specializované komunity v oblasti letectví a aerokosmického průmyslu.
Stránky vznikly v únoru 2006 jako stránka časopisu Flight International a Airline Business, ACAS, Air Transport Intelligence (ATI), The Flight Collection a dalších služeb a adresářů.
Flightglobal je také zdrojem k letecké historii disponujícím obrazovým archivem obsahujícím přes 1 milion položek, jdoucím zpětně až k založení časopisu Flight v roce 1909. Tisíce z fotografií a archivních čísel časopisu Flight jsou dostupné pro online vyhledávání a prohlížení.
V roce 2010 Flightglobal získal titul „Business Website of the Year“ v anketě Digital Publishing Awards AOP (Association of Online Publishers). FlightGlobal podle vyjádření hodnotitelů : „...ukázal za rok 2009, který byl pro jeho klientelu náročný, impresivní výsledky ve všech ukazatelích výkonnosti (KPI). Stránka užívá plnou škálu digitálních nástrojů, se speciálním důrazem na zaujetí pozornosti a efektivní využití sociálních médií v prostředí B2B.“